# Vihuela mexicana

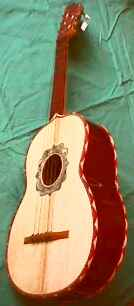
Vihuela mexicana.

La vihuela mexicana (también escrito vigüela en fuentes más antiguas) es el instrumento de cuerda de los maestros españoles del siglo XVI que se popularizó cuando la guitarra se hacía cada vez más y más conocida, hacia fines de ese siglo. Por supuesto, esta no era la guitarra moderna de seis cuerdas, sino otros tipos mucho más antiguos que la anteceden históricamente y que se pueden encontrar con profusión de nombres, en su mayor parte, de aplicación sólo regional.
La vihuela mexicana es usada en las agrupaciones de mariachis y se diferencia de la vihuela española en que es redonda en la parte de atrás, tiene cinco cuerdas y cuerpo de madera, generalmente de caoba.
Este instrumento provee la base rítmica y una línea armónica de acordes con rasgueados resonantes en las citadas agrupaciones.